# Thomas Klestil
Thomas Klestil ([ˈtoːmas ˈklɛstɪl]ⓘ; Wenen, 4 november 1932 - aldaar, 6 juli 2004) was een Oostenrijkse diplomaat die van 1992 tot 2004 bondspresident van Oostenrijk was.
Klestil werd geboren in een Weense arbeidersfamilie. Hij studeerde economie in de Oostenrijkse hoofdstad en promoveerde in 1957 tot doctor. Tijdens zijn studies was hij lid van KAV Bajuvaria Wien, een studentenvereniging die lid is van het Cartellverband der Katholischen Österreichischen Studentenverbindungen. In datzelfde jaar begon hij zijn diplomatieke carrière als lid van de conservatieve Oostenrijkse Volkspartij (ÖVP). Van 1959 tot 1962 was hij medewerker van de Oostenrijkse delegatie bij OESO in Parijs. Hierna werkte hij tot 1966 in Washington, waarna hij secretaris van bondskanselier Josef Klaus werd. Later was hij ambassadeur van Oostenrijk bij Verenigde Naties en in de Verenigde Staten. In deze periode bouwde hij op succesvolle wijze een uitgebreid netwerk van contacten op. Vanaf 1988 was hij werkzaam op het ministerie van Buitenlandse Zaken onder Alois Mock.
In 1992 werd Klestil op voorstel van Mock en de ÖVP voorgedragen als opvolger van Kurt Waldheim als bondspresident van Oostenrijk. Hij werd gekozen met 56,9% van de stemmen. In 1998 werd hij herkozen.
De tweede termijn van Klestil als president van Oostenrijk zou eindigen op 8 juli 2004. Hij werd echter op 5 juli getroffen door een hartaanval en werd in kritieke toestand opgenomen in het ziekenhuis. Daar overleed hij op 6 juli 2004.

## Trivia
Klestil groeide op in Landstraße, een voorstad van Wenen, en was een schoolkameraadje en vriend van jazztoetsenist Joe Zawinul.